# Picumnus
Picumnus é um gênero de aves da família Picidae que compreendem os picapauzinhos. Tais aves têm o comprimento do corpo variando entre 7 cm e 10 cm, bico curto, com pés muito grandes e cauda macia.

## Espécies
- Picumnus innominatus - picapauzinho-sarapintado
- Picumnus aurifrons - picapauzinho-dourado
- Picumnus pumilus - picapauzinho-do-orinoco
- Picumnus lafresnayi - picapauzinho-do-amazonas
- Picumnus exilis - picapauzinho-de-pintas-amarelas
- Picumnus nigropunctatus - picapauzinho-maculado
- Picumnus sclateri - picapauzinho-equatoriano
- Picumnus squamulatus - picapauzinho-de-escâmulas
- Picumnus spilogaster - picapauzinho-de-pescoço-branco
- Picumnus minutissimus - picapauzinho-da-guiana
- Picumnus pygmaeus - picapauzinho-pintado
- Picumnus steindachneri - picapauzinho-perlado
- Picumnus varzeae - picapauzinho-da-várzea
- Picumnus cirratus - picapauzinho-barrado
- Picumnus dorbygnianus - picapauzinho-ocelado
- Picumnus temminckii - picapauzinho-de-coleira
- Picumnus albosquamatus - picapauzinho-escamoso
- Picumnus fuscus - picapauzinho-fusco
- Picumnus rufiventris - picapauzinho-vermelho
- Picumnus limae - picapauzinho-da-caatinga
- Picumnus nebulosus - picapauzinho-carijó
- Picumnus castelnau - picapauzinho-creme
- Picumnus subtilis - picapauzinho-de-barras-finas
- Picumnus olivaceus - picapauzinho-oliváceo
- Picumnus granadensis - picapauzinho-cinzento
- Picumnus cinnamomeus - picapauzinho-castanho